# Zólyom–Ruttka-vasútvonal
A Zólyom-Ruttka vasútvonal (szlovákiai számozás szerint 170-es vasútvonal) egy egyvágányú, részben villamosított szlovákiai vasútvonal, mely Zólyom, Besztercebánya, Turócszentmárton és Ruttka városát köti össze. A vasútvonal eredetileg Körmöcbánya felé haladt, a hermándi szakasz építését követően került az csak át Besztercebánya irányába.

## Története
Az eredeti Zólyom-Ruttka vasútvonalat még a Magyar Északi Vasút építette, mégpedig a Budapest-Hatvan-Losonc-Zólyom-Ruttka fővonal részeként, csatlakozással a Kassa-Oderbergi Vasút vonalába. 1872. augusztus 12-én nyitották meg. A várható magas költségek miatt nem Rózsahegy és nem Hermánd felé építették azt meg, hanem egy harmadik útvonalon, Körmöcbánya felé.
Eközben Zólyom és Besztercebánya között is megnyílt a vasút 1873. szeptember 3-án. Arról, hogy Turóc vármegye felé is folytassák a vasutat, egyelőre nem esett szó. Csehszlovákia függetlenedése után, a két világháború között merült fel annak az igénye, hogy Szlovákián keresztül húzódjon egy kelet-nyugati irányú vasútvonal, Nyitra és Trencsén felől Privigyén, Nyitrabányán, Alsóstubnyán, Besztercebányán, és Margitfalván keresztül Kassáig.
1931-ben meg is nyílt a Nyitrabánya-Alsóstubnya vonal, ami összekötötte Turócot és a Nyitravidéket. 1936-ban Vereskő és Margitfalva közt is megépült a vasút, így létrejött a Zsolna-Kassa vonallal a kapcsolat. Miután mindezek elkészültek, 1936-ban nekiláttak a Besztercebánya-Alsóstubnya szakasz megépítésének is, ami a már létező vonalak összekötésére szolgált.
2012-ben megszűnt a személyforgalom Besztercebánya és Stubnyafürdő közt, helyettük kizárólag áthaladó gyorsvonatok indultak. Ezután a vonatok nem álltak meg Kisélesden, sem Olmányfalván, sem Hermándon, sem Alsóhermándon, Hermándbarlangnál és Turócmeggyesen. Forgalmi szolgálat csak Kisélesden, Olmányfalván, Hermándbarlangon és Turócmeggyesen maradt. A vonatok kizárólag Felsőstubnyán állnak meg. 2016-tól a gyorsvonatok helyét átvették a regionális expresszek (Rex), a 2020-as menetrendváltástól már kizárólag csak ilyen szerelvények közlekednek itt.

### A hegyi szakasz építése
A Besztercebánya és Felsőstubnya közötti 41 kilométeres szakasz a Beszterce és a Turóc patakok vízgyűjtőjén vág keresztül, a Beszterce felőli oldalon 373,78 méter, a Turóc felőli oldalon 125,62 méter szintkülönbséget küzdve le. A vonal legmagasabb tengerszint feletti pontja 693 méteren van. A rendkívüli szintkülönbségek és a terepviszonyok miatt számos alagút és viadukt épült. A Nagy-Fátra és a Körmöci-hegység találkozásánál épült vonalon összesen 22 alagút van, több mint 12 kilométer hosszon, valamint 112 híd és áteresz létesült. Az 1938 májusában kezdődő építkezésen több mint 12 ezer munkás dolgozott, és ezt a vonalszakaszt 1940. december 19-én adták át. A második világháború végén a visszavonuló német csapatok a legtöbb hidat felrobbantották. A helyreállítás után 1946. március 17-én indulhatott meg újra a forgalom.
Az eredeti tervek 14 alagúttal számoltak, ehelyett 22 épült. Ez azért van így, mert az építkezés közben jöttek rá, hogy bizonyos helyeken mégiscsak célszerűbb lenne azt építeni. Például a Kisélesd és Olmányfalva közti 2. alagút azért épült meg, mert az eredeti nyomvonalon az altalaj nem lett volna elég stabil, Olmányfalva és Hermány között pedig hat alagút azért létesült, mert ott egyébként egy mély bevágást hoztak volna létre a sziklában. Az Alsóhermánd és Hermándbarlang közti Japán-alagút egy hatalmas hurkot ír le, hogy leküzdje a hatalmas szintkülönbséget. A hurkot a Beszterce patak vágja ketté egy igen rövid szakaszon.
A leghosszabb alagút a turócmeggyesi, ami 4,7 kilométeres hosszával a Szlovák Vasutak leghosszabb alagútja is egyben. Alig két év alatt vájták ki, és olyan pontosan építették meg, hogy az eltérés oldalra mindössze 28 mm, magasságra pedig csak 5 mm volt.

### Viaduktok
112 híd és áteresz épült a vonalon, köztük 4 viadukt acélszerkezettel, egy pedig kőből, 55 méteres nyílástávolsággal. Ez utóbbi Olmányfalvánál épült 42 méteres magasságban, a másik négy pedig 25-25 méteres magasságban.

### Villamosítás
Zólyom és Besztercebánya között a vonal a magyarországi rendszerrel megegyezően, 25 kV 50 Hz-es váltóárammal van villamosítva. Ezt 2004 novembere és 2007 márciusa közt építették meg. A villamosításnak gazdaságossági, környezetvédelmi, és forgalomtechnikai okai voltak. A munkálatok során új hidat építettek a Garamon, felújították a biztosítóberendezéseket, valamint a villamosításhoz szükséges létesítményeket is felépítették. A villamosítás állami és európai uniós pénzből valósult meg.
A felső szakaszon Ruttka és Turócszentmárton között 3kV egyenárammal villamosított a pálya, hasonlóan a Kassa-Zsolna vasútvonalhoz, amelybe csatlakozik.

## Forgalom
Ruttka és Besztercebánya közt jelenleg expresszvonati forgalom van, némelyik vonat Ostravából indul, és némelyik Zólyomig közlekedik, mégpedig kétórás ütemes menetrend szerint. Ruttka és Felsőstubnya között feltételes megállás van, Felsőstubnya és Besztercebánya között pedig az alacsony kihasználtság miatt 2012 óta egyáltalán nincs. Ez a terület egyébként is gyéren lakott, amellett az állomások messze vannak a lakott területektől. Besztercebánya és Zólyom közt pozsonyi expresszvonatok (naponta 8 pár) és személyvonatok is közlekednek.

## Galéria

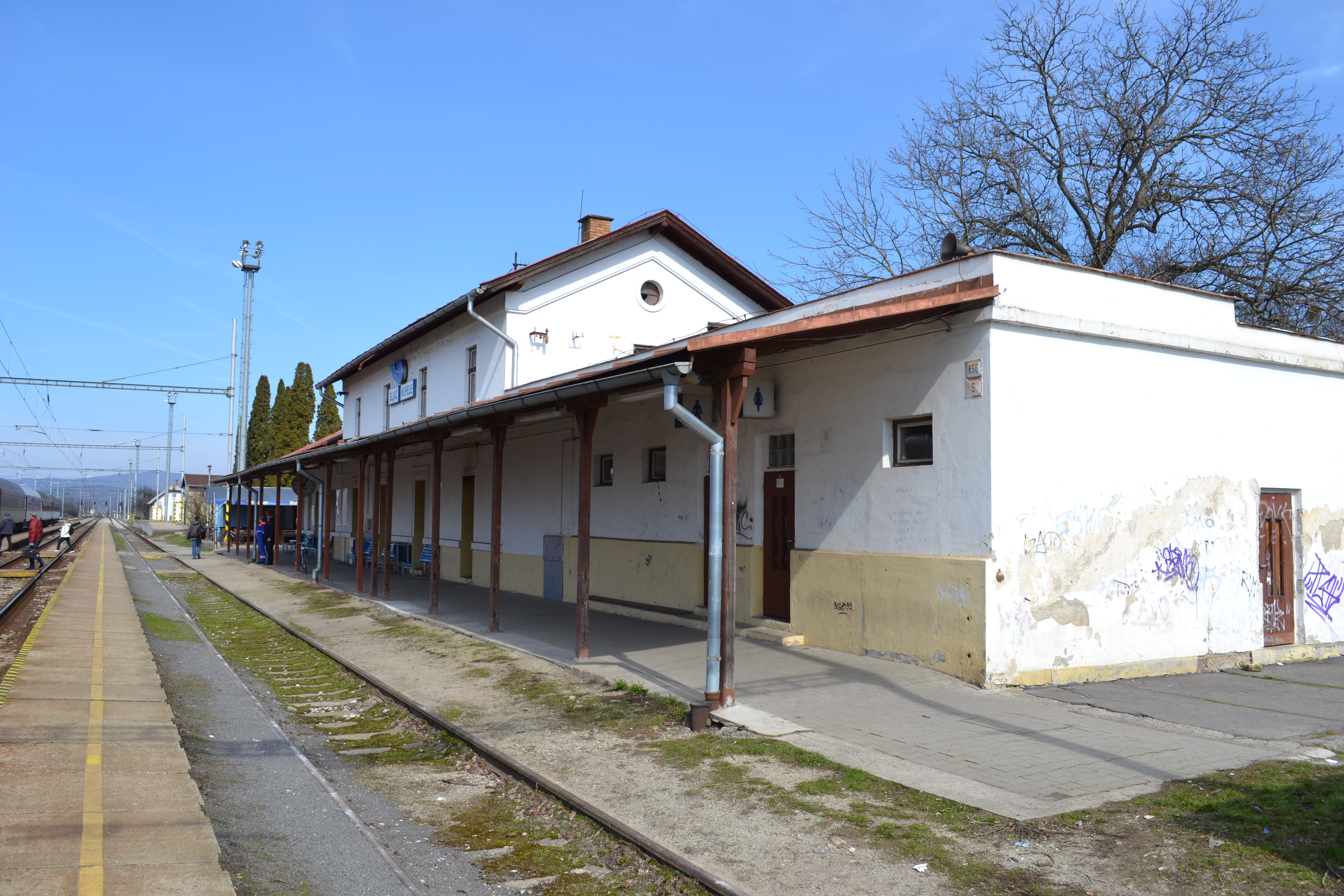
Szliácsfürdő
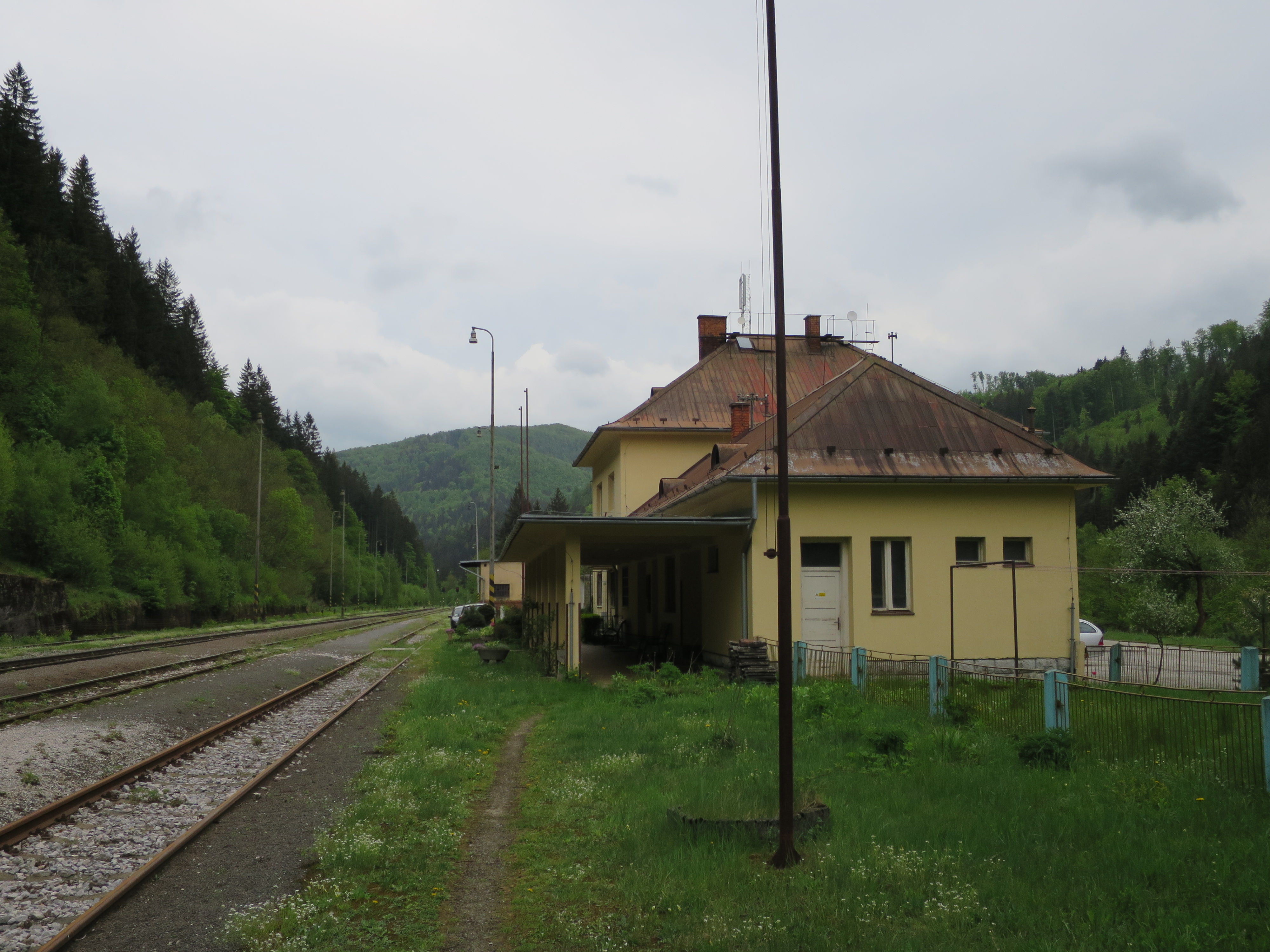
Olmányfalva
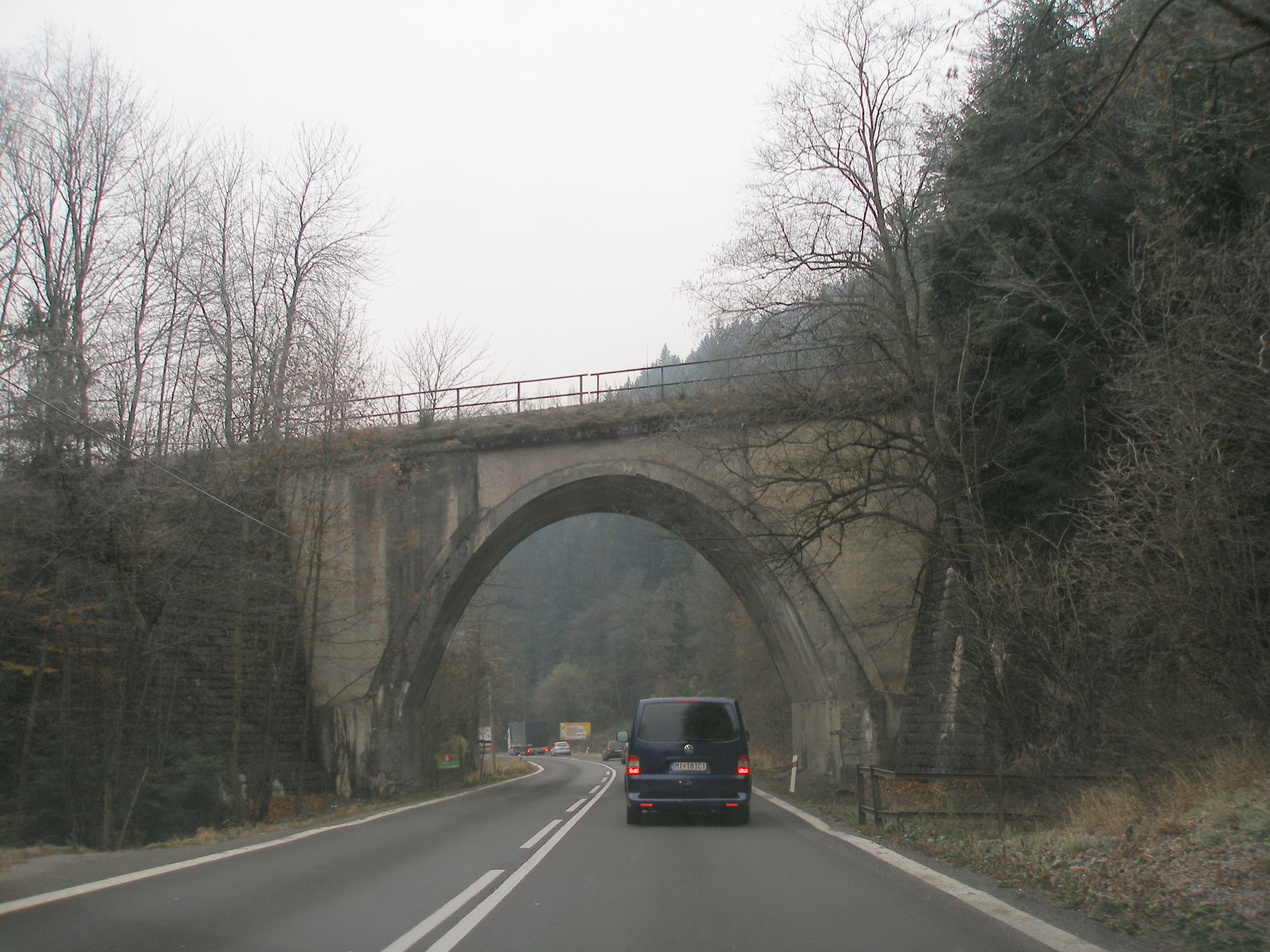
Olmányfalvánál a vasút az I/59-es út felett halad át.
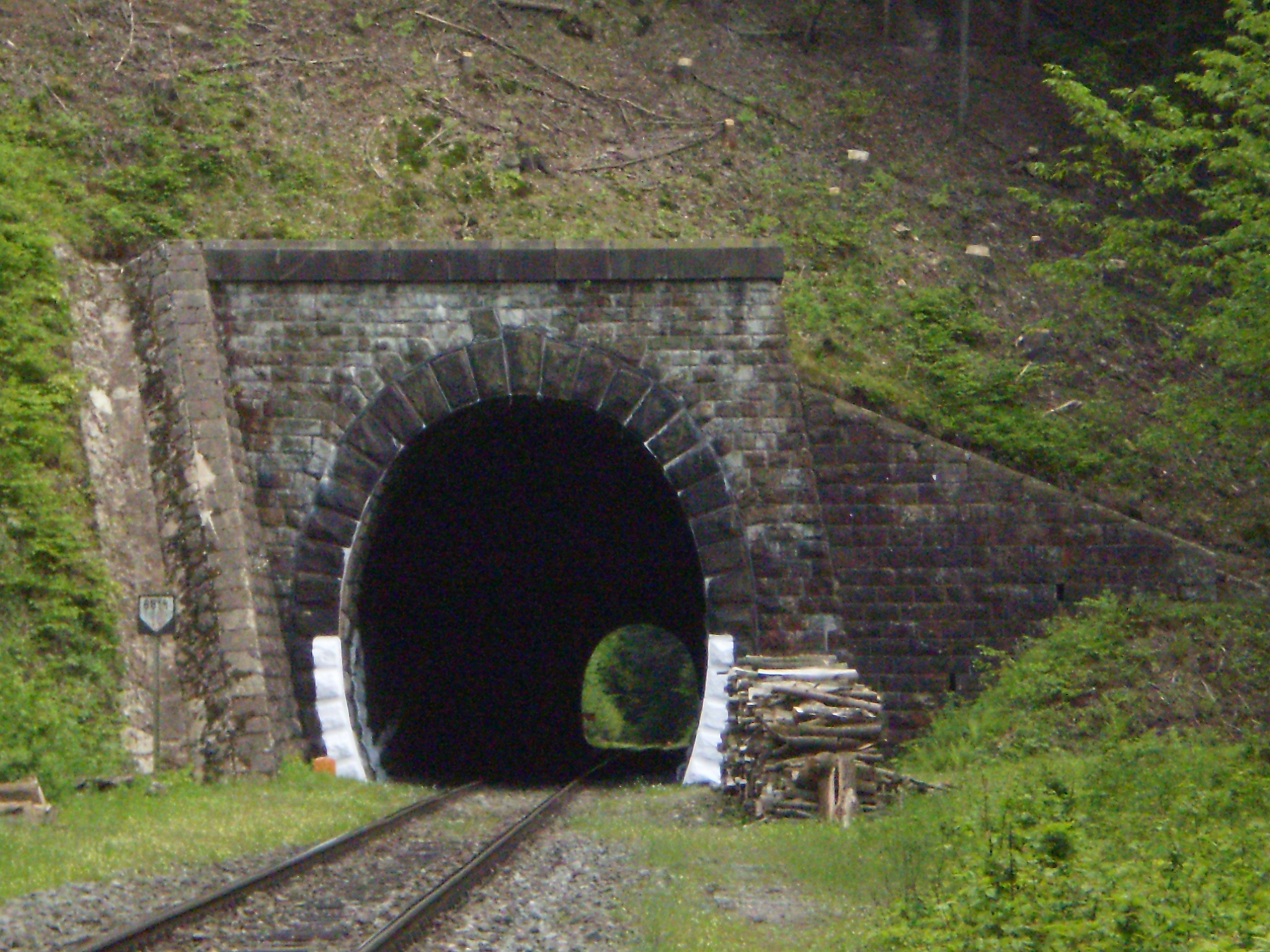
Az I. Hermándi-alagút, sa Beszterce felől nézve
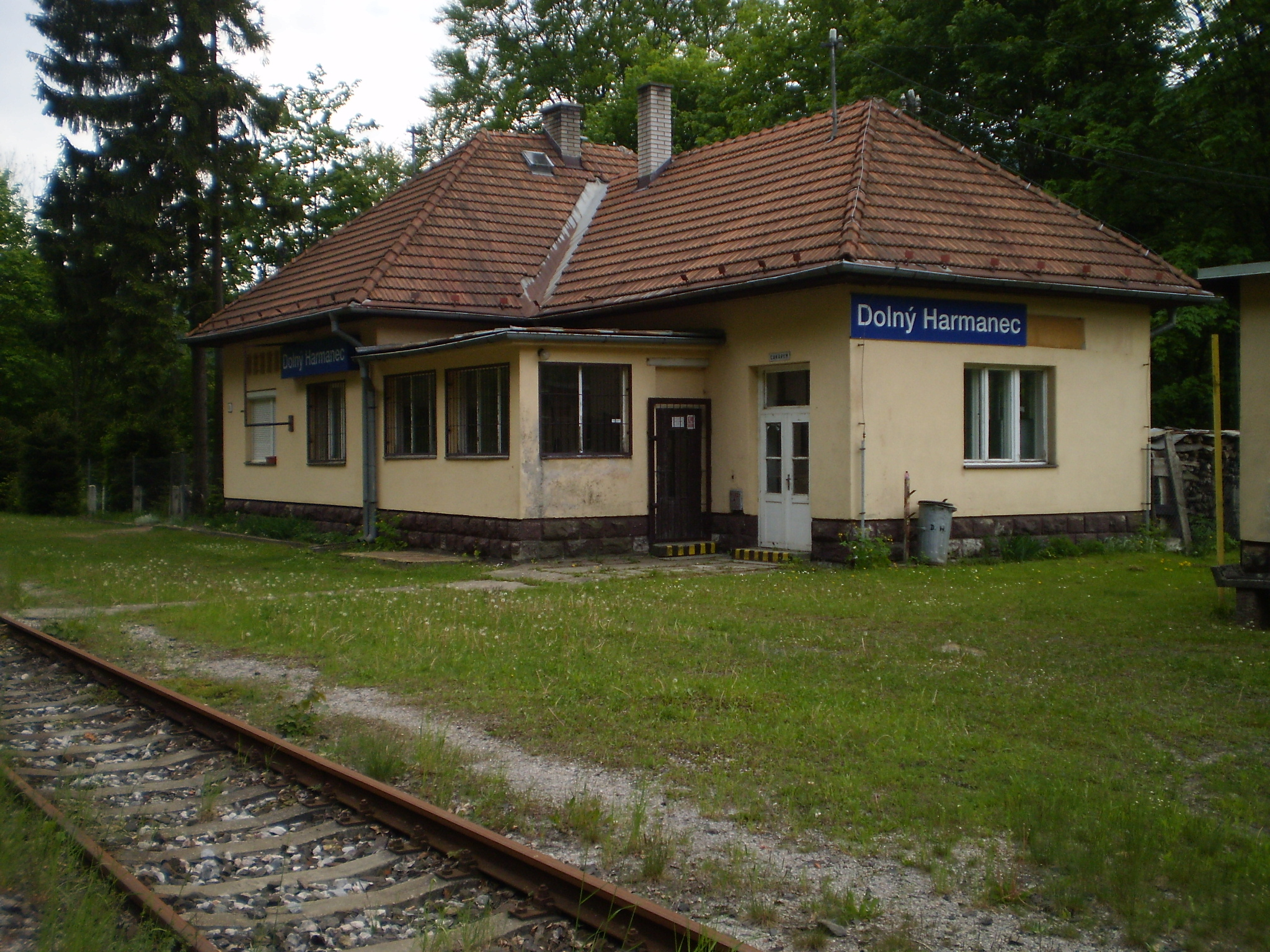
Alsóhermánd megállójának épülete 2012 óta elhagyatott
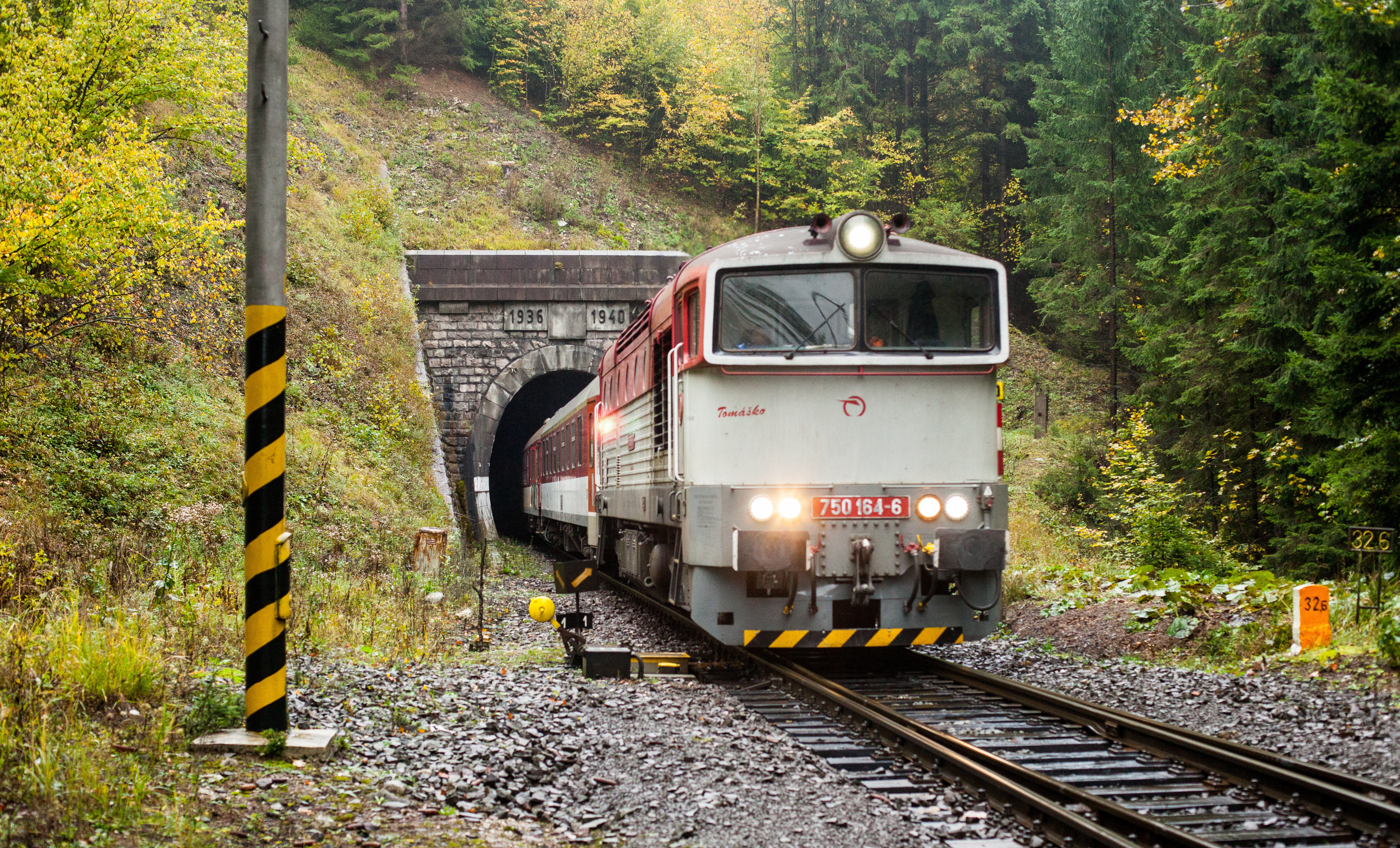
Vonat hagyja el a turócmeggyesi alagutat
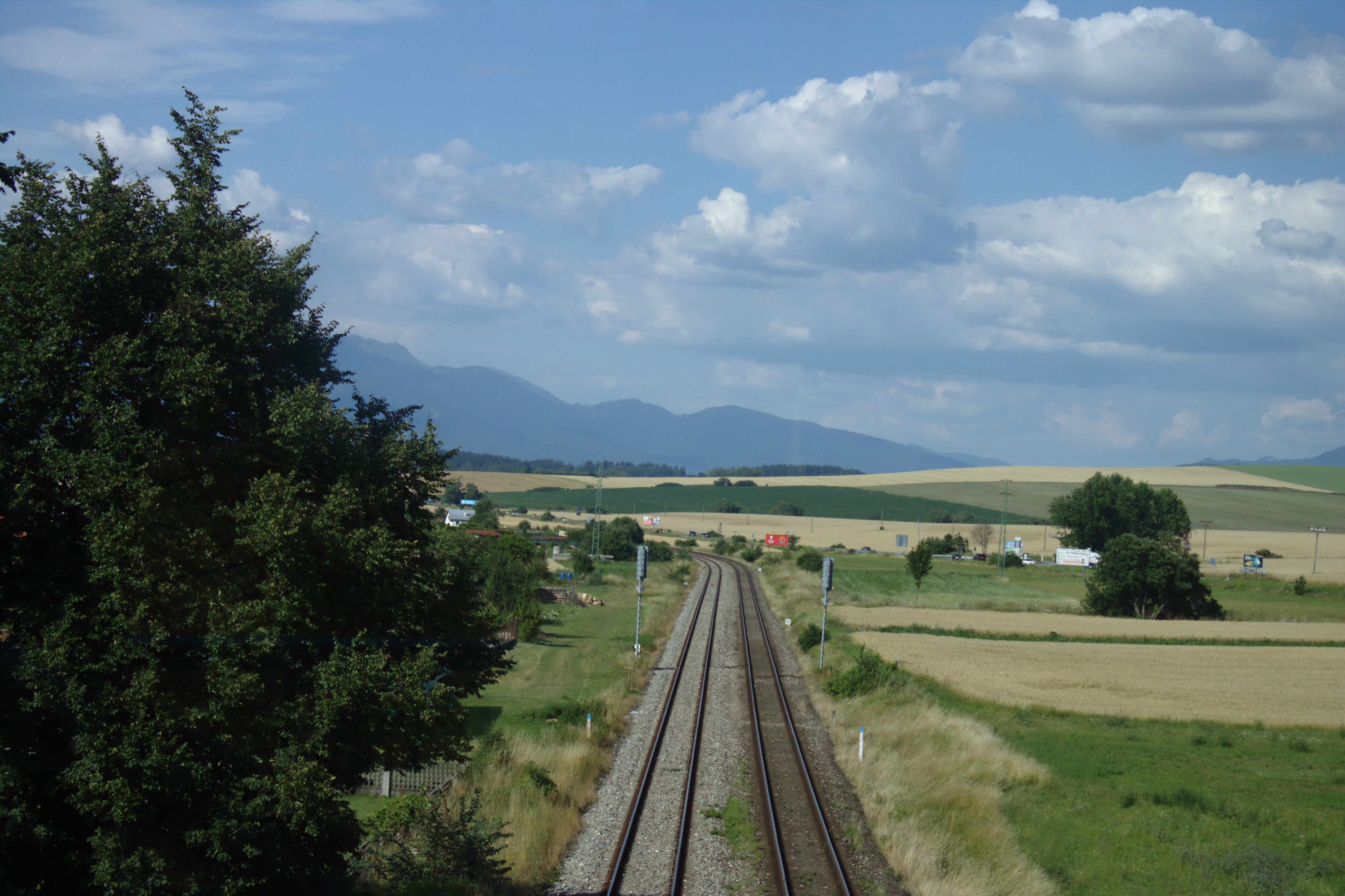
A pálya Pribóc közelében
- A vasútvonal Besztercebánya és Ruttka között a mozdonyvezető szemszögéből

## Forráshivatkozások
1. ↑  http://vovlaku.teraz.sk/cestujucich-cakaju-od-oktobra-vyluky-na-trati-zvolen-banska-bystrica/
2. ↑  Archivált másolat. [2011. október 17-i dátummal az eredetiből archiválva]. (Hozzáférés: 2022. július 25.)
3. ↑  Dopad návrhu nového GVD 2012/2013 na regionálnu dopravu (sk-SK nyelven). Railpage.net, 2012. június 19. (Hozzáférés: 2022. július 25.)
4. ↑  a.s, SITA Slovenská tlačová agentúra: Chystá sa tender na rýchliky, zapojí sa RegioJet či Arriva (szlovák nyelven). Webnoviny.sk, 2015. szeptember 23. (Hozzáférés: 2022. július 25.)

## Fordítás
Ez a szócikk részben vagy egészben  a(z)   Železničná trať Zvolen – Vrútky című szlovák Wikipédia-szócikk ezen változatának fordításán alapul.  Az eredeti cikk szerkesztőit annak laptörténete sorolja fel. Ez a jelzés csupán a megfogalmazás eredetét és a szerzői jogokat jelzi, nem szolgál a cikkben szereplő információk forrásmegjelöléseként.